# Hoshiyar Qadin
Hoshiyar Qadin (arabo: خوشيار قادین, traslitterato anche come Houshiar, Khushyiar o Khouchiar; ... – Il Cairo, 21 giugno 1886) è stata una consorte di Ibrahim Pasha d'Egitto, nonché Walida Pasha (regina madre) del loro figlio, Ismail, primo chedivè d'Egitto.

## Origini
Le origini di Hoshiyar sono sconosciute, anche se si pensa che fosse circassa o europea. A un certo punto venne portata a Istanbul, dove pare abbia conosciuto la futura Pertevniyal Sultan, madre e Valide Sultan del sultano ottomano Abdülaziz I, con cui in seguito mostrerà di essere in buoni rapporti. 
Ibrahim Pasha, figlio di Mehmed Ali, Wali d'Egitto, incontrò Hoshiyar durante il suo soggiorno come "ospite ostaggio" a Istanbul, fra il 1806 e il 1807. Divenuta una delle sue consorti e intitolata Hoshiyar Qadin, gli diede un figlio, Ismail Pasha, nato il 31 dicembre 1830, che il 19 gennaio 1863 venne proclamato primo chedivè d'Egitto, sebbene l'Impero Ottomano e altri grandi potenze lo riconobbero solo come Wali. Di conseguenza, Hoshiyar venne innalzata al rango di Walida Pasha (regina madre).

## Walida Pasha
Hoshiyar Qadin esercitò il suo mandato in veste pubblica, comparendo continuamente sulla stampa locale.  
Durante la rivolta di 'Orabi i suoi comportamenti patriottici riuscirono a convertire i ribelli in difensori del paese contro i britannici.  
Era giudicata una donna di grande intelligenza e personalità, oltre che molto bella e femminile, e aveva una notevole influenza sul figlio, che la considerava una delle pochissime persone di cui potesse fidarsi. Aveva allevato suo figlio con ferma disciplina, preferendo il dovere all'affetto materno, tanto che quando Ismail visitò l'Austria commentò che l'imperatrice vedova, Carolina Augusta di Baviera, gli aveva mostrato più affetto di quanto non gliene avesse mai mostrato sua madre. Ciononostante, Ismail adorava Hoshiyar e le fu devoto fino alla morte. 
Hoshiyar non era solita intervenire direttamente in politica, ma esercitava la sua influenza tramite agenti e famigliari, fra cui i suoi capi eunuchi, Khalil Agha e Ibrahim Edhem.  
Era stimata anche dal sultano ottomano Abdülaziz I, che in visita in Egitto la onorò conferendole Gran Cordone della Casa di Osman.  
Hoshiyar risiedeva nel Gran Palazzo Qasar al-Ali, che non lasciava mai per recarsi in visita a chicchessia, pretendendo che fossero gli altri a recarsi da lei, e dove manteneva una spettacolare corte.  
Nel 1863 si recò a Istanbul con suo figlio per ottenere aiuto in una questione dinastica, volendo nominare erede suo nipote Tewfik Pasha. Hoshiyar cercò in particolare l'aiuto della Valide Sultan Pertevniyal, che intercesse per farle ottenere un'udienza con suo figlio Abdülaziz. Risolta la questione nel settembre 1867, le due donne si ospitarono reciprocamente a banchetti nei rispettivi palazzi, Pertevniyal a Palazzo Dolmabahçe e Hoshiyar nella sua residenza sul Bosforo. 
Hoshiyar era un'ammiratrice della cultura ottomana e influenzò suo figlio in tal senso. 
Nel 1869 incontrò la Principessa Alessandra del Galles, in visita a Il Cairo con suo marito, il futuro Edoardo VII, che ospitò a una cena nell'harem insieme alle mogli e alle figlie di Ismail.

## Morte
Hoshiyar morì nel suo palazzo il 21 giugno 1886, e venne sepolta nel Mausoleo di Khedival, nella Moschea Al-Rifa'i, che lei stessa aveva commissionato.

## Discendenza
Da Ibrahim d'Egitto, Hoshiyar ebbe un figlio: 
- Ismail Pasha (Il Cairo, 31 dicembre 1830 - Istanbul, 2 marzo 1895). Primo chedivè d'Egitto dal 1863 fino alla sua deposizione nel 1879, ad opera dell'Impero britannico.